# 야기에우워 대학교
야기에우워 대학교(폴란드어: Uniwersytet Jagielloński, 이니셜 UJ, 역사적인 이름: 일반 연구원, 크라쿠프 대학 등)는 카지미에쉬 대왕이 폴란드 수도가 크라쿠프였던 1364년 설립하였다. 이 학교는 폴란드의 고등 교육기관중 가장 오래된 기관이며, 중앙 유럽에서 두 번째로 설립된 대학이다.
1817년 야기에우워 대학교로 개명되었는데 이 이름은 폴란드의 야기에우워 왕조에서 유래하였다. 그 왕조의 후원 덕분에 크라쿠프 대학은 어려운 시기를 이겨내고 다시 부흥할 수 있었다.
니콜라스 코페르니쿠스, 요한 바오로 2세 등이 이 대학을 졸업했다.
2006년 야기에우워 대학교는 THES(Times Higher Education Suplement)에 의해 폴란드의 톱 대학교로 순위 매겨졌다.

## 구성
- 법·행정학
- 의학
- 약학
- 보건학
- 철학
- 역사학
- 폴란드학
- 물리·천문·응용정보학
- 수학·컴퓨터학
- 화학
- 생물·지질학
- 경영·커뮤니케이션학
- 국제·정치학
- 생화학·생물리학·생명공학